# 有機リン中毒
有機リン中毒（ゆうきリンちゅうどく）は、有機リン（OPS）による中毒である。有機リンは、殺虫剤、医薬品、神経剤に使用される科学物質である。
症状は、唾液と涙の過剰分泌、下痢、嘔吐、瞳孔の縮小、発汗、筋肉の振戦、混乱などである。多くの場合、症状の発症は数分から数時間以内であるが、症状が現れるまでに数週間かかる場合もある。症状は数日から数週間続くことがある。
有機リン中毒は、開発途上国の農業地域での自殺未遂による場合が最も一般的であり、事故的な境遇は少ない。暴露経由は、飲用、蒸気吸入、皮膚から浸透による可能性がある。
根本的な機序は、有機リンがアセチルコリンエステラーゼ（AChE）の働きを阻害することにより、体内でのアセチルコリン（ACh）の蓄積につながって中毒を引き起こす。
診断は通常、症状に基づいて行われ、血中のブチリルコリンエステラーゼ活性を測定することで確認できる。カルバメート中毒も同様の症状がある。
予防には、非常に有毒な種類の有機リンの禁止などに取り組むことである。農薬を扱う人々の間では、防護服を着用すること、帰宅前にシャワーを浴びることも有用な予防である。
有機リン中毒を患っている人への主な治療法は、アトロピン、プラリドキシムなどのオキシム、 ジアゼパムの投与である。酸素や点滴などの一般的な処置も推奨される。活性炭または他の手段で胃を除染する試みの有用性はみられない。医療従事者が中毒患者の世話をすることにより自身が中毒になるという理論上のリスクがあるが、そのリスクは非常に低いとされる。
有機リンは世界中で最も一般的な中毒の原因の1つである。年間300万件近くの中毒が発生し、20万人が死亡している。結果的に、中毒になった人の約15％は死亡している。有機リン中毒は遅くても1962年から報告されている。 